# Skrońsko
Skrońsko (auch Skronsków, deutsch Skronskau) ist eine Ortschaft in Oberschlesien. Der Ort liegt in der Gmina Gorzów Śląski (Landsberg O.S.) im Powiat Oleski (Kreis Rosenberg) der Woiwodschaft Oppeln in Polen.

## Geographie

### Geographische Lage
Das Straßendorf Skrońsko liegt sieben Kilometer südöstlich vom Gemeindesitz Gorzów Śląski (Landsberg O.S.), 17 Kilometer nördlich von der Kreisstadt Olesno (Rosenberg) und rund 66 Kilometer nordöstlich von der Woiwodschaftshauptstadt Opole (Oppeln). Der Ort liegt in der Wyżyna Woźnicko-Wieluńska (Woischnik-Wieluń Hochland) innerhalb der Próg Herbski (Herbyer Schwelle). Durch den Ort verläuft in Nord-Süd-Richtung die Woiwodschaftsstraße DW 487. Durch den Ort fließt die Osoka.

### Nachbarorte
Nachbarorte von Pakoszów sind im Norden Jastrzygowice (Jastrzigowitz), im Osten, grenzend an den Ortsteil Zarzisk, Kostellitz (poln. Kościeliska), im Süden Bischdorf (Biskupice), im Südwesten Boroszów (dt. Boroschau) und im Nordwesten Kozłowice (Koselwitz).

## Geschichte

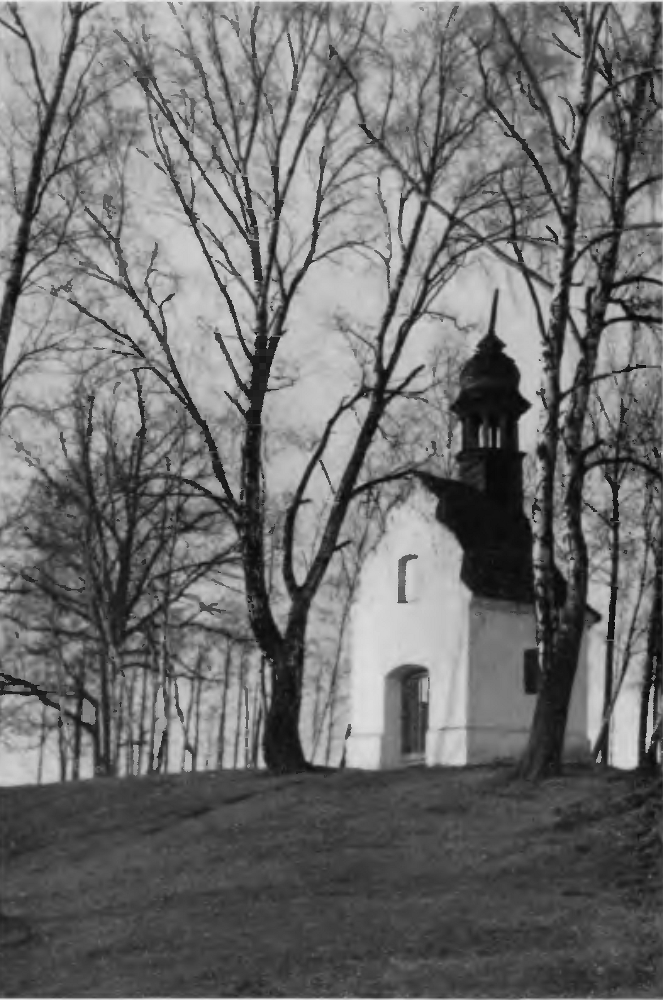
Kapelle in Skronskau – Aufnahme von 1937

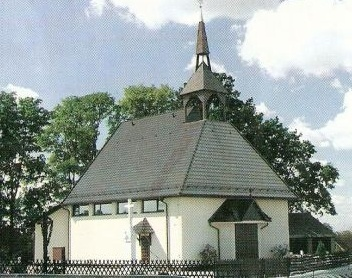
Neubau der Kirche St. Valentin und Bartholomäus

Der Ort wurde 1508 erstmals als Scronsko erwähnt. Um 1600 wurde im heutigen Ortsteil Zarzisk eine hölzerne katholische Kirche erbaut.
Nach dem Ersten Schlesischen Krieg 1742 fiel Skronskau mit dem größten Teil Schlesiens an Preußen.
Nach der Neuorganisation der Provinz Schlesien gehörte die Landgemeinde Skronskau ab 1816 zum Landkreis Rosenberg O.S. im Regierungsbezirk Oppeln. 1845 bestanden im Dorf ein Schloss, ein Vorwerk mit Schäferei, eine katholische Kirche, eine katholische Schule, eine Wassermühle, eine Brauerei, eine Brennerei, eine Ziegelei, ein Kalkofen und 39 Häuser. Im gleichen Jahr lebten in Skronskau 402 Menschen, davon 18 evangelisch. 1874 wird der Amtsbezirk Skronskau gegründet, welcher die Landgemeinden Boroschau, Jastrzigowitz und Skronskau und die Gutsbezirke Boroschau und Skronskau umfasste. Erster Amtsvorsteher war der Rittergutsbesitzer Wehowski.
Bei der Volksabstimmung in Oberschlesien am 20. März 1921 stimmten 95 Wahlberechtigte für einen Verbleib bei Deutschland und 116 für Polen. Skronskau verblieb beim Deutschen Reich. 1925 zählte der Ort 397, 1925 wiederum 416 Einwohner. Am 27. April 1936 wurde der Ort in Buchental umbenannt. Am 1. April 1939 erfolgte die Eingemeindung nach Bischdorf. Bis 1945 befand sich der Ort im Landkreis Rosenberg O.S.
1945 kam der bisher deutsche Ort unter polnische Verwaltung, wurde der Woiwodschaft Schlesien angeschlossen und in Skrońsko umbenannt. 1950 kam der Ort zur Woiwodschaft Oppeln und 1975 zur Woiwodschaft Tschenstochau. 1999 kam der Ort zum wiedergegründeten Powiat Oleski und wieder zur Woiwodschaft Oppeln. Im gleichen Jahr brannte am 27. September die hölzerne Kirche St. Valentin und Bartholomäus nach Brandstiftung ab. 2003 erfolgte der Neubau einer steinernen Kirche im Ort.

## Sehenswürdigkeiten
- Die ehemalige römisch-katholische Schrotholzkirche St. Valentin und Bartholomäus (poln. Kościół p.w. Świętych Walentego i Bartłomieja) wurde um 1600 im Dorf Zarzisk erbaut, welches heute zu Skrońsko gehört. Der hölzerne Bau wurde am 27. September 1999 durch Brandstiftung vollkommen zerstört. 2003 erfolgte der Bau einer steinernen Kirche in moderner Architektur.[7]
- Das Schloss Skronskau (poln. Dwór Skrońsko) wurde 18. Jahrhundert erbaut.[8]
- Backsteinkapelle mit Nepomukstatue
- Schulgebäude aus dem Beginn des 20. Jahrhunderts aus Backstein[9]
- Katholischer Friedhof – im 19. Jahrhundert angelegt
- Dorfteich

## Söhne und Töchter des Ortes
- Julius Landsberger (1821–1894), Rabbiner